# Prudent Bruley
Pour les articles homonymes, voir Bruley (homonymie).
Pour les autres membres de la famille, voir Famille Bruley.
Prudent Bruley-Desvarannes, né à Tours le 9 avril 1787 et mort à Vouvray le 9 novembre 1849, est un préfet ayant exercé ses fonctions durant la monarchie de Juillet.

## Biographie
Membre de la famille Bruley, famille établie en Champagne au XVIe siècle, il est le fils de Prudent-Jean Bruley. Il est sous-préfet de Saumur en août 1830. Il est préfet de Tarn-et-Garonne du 12 novembre 1835 au 7 février 1839, puis brièvement préfet de la Sarthe du 10 août au 18 septembre 1839.
Il se marie le 19 avril 1825 à Saint-Sylvain-d'Anjou avec Elisabeth Levesque des Varannes. Il est l'ancêtre de Mgr Georges-Prudent-Marie Bruley des Varannes, et le père de Georges-Prudent Bruley. Il est chevalier de la Légion d'honneur en 1832.